# Jean Capelle
Jean Capelle (Lieja, 26 d'octubre de 1913 - Lieja, 20 de febrer de 1977) fou un futbolista belga de la dècada de 1930.
Fou 34 cops internacional amb la selecció belga de futbol, amb la qual disputà la Copa del Món de Futbol de 1934 i 1938. Pel que fa a clubs, defensà els colors del Standard Liège.